# Mondreville (Yvelines)
Mondreville is een gemeente in het Franse departement Yvelines (regio Île-de-France) en telt 348 inwoners (1999). De plaats maakt deel uit van het arrondissement Mantes-la-Jolie.

## Geografie
De oppervlakte van Mondreville bedraagt 4,4 km², de bevolkingsdichtheid is 79,1 inwoners per km².
De onderstaande kaart toont de ligging van Mondreville (Yvelines) met de belangrijkste infrastructuur en aangrenzende gemeenten.

## Demografie
Onderstaande figuur toont het verloop van het inwonertal (bron: INSEE-tellingen).